# Gail (flod)

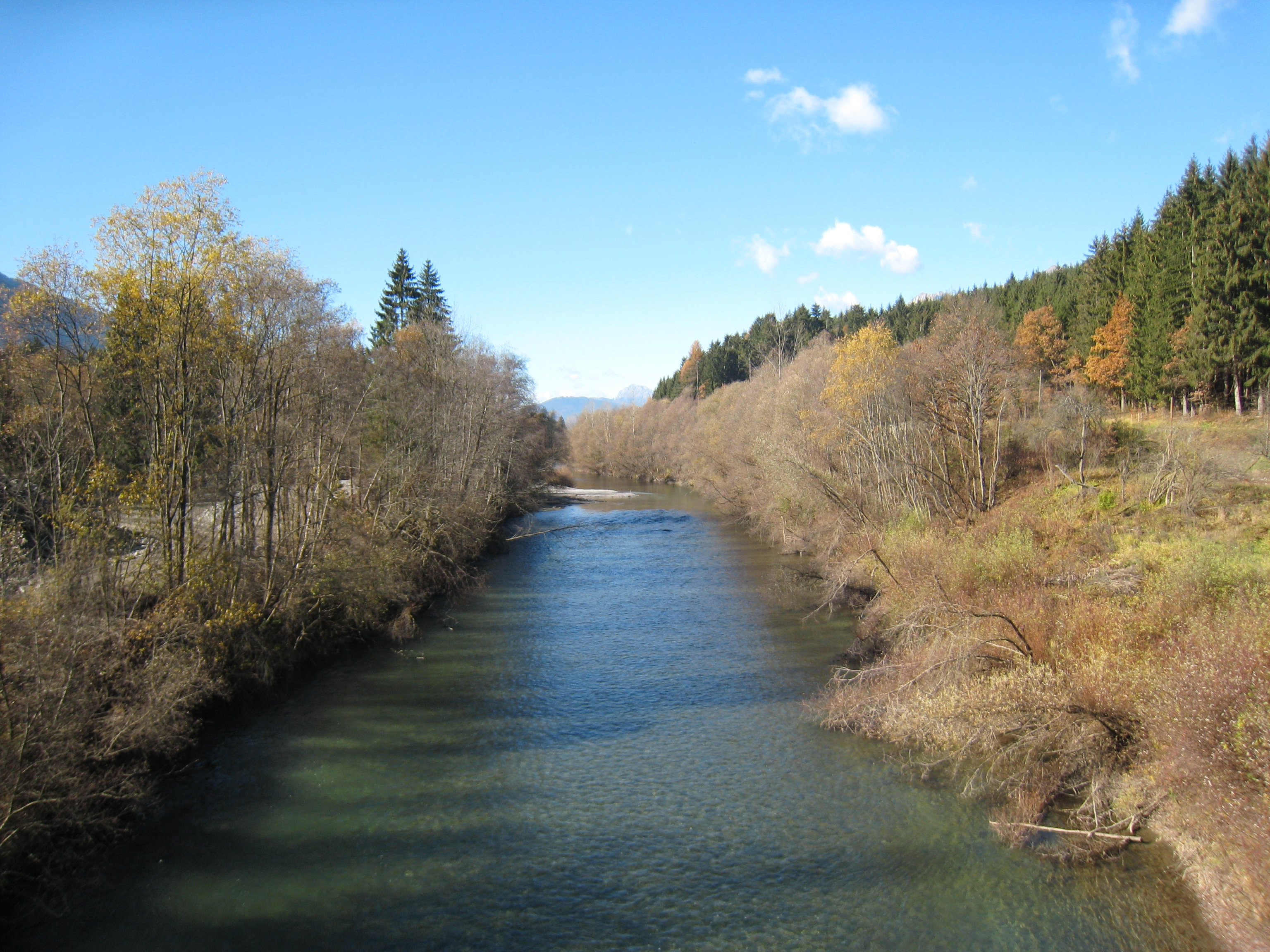
Gail, nära Voderberg

Gail är en biflod till Drava i Kärnten, Österrike.
Den upprinner vid Monte Cavallino (2 688 m ö.h.) i karniska alperna och genomflyter en från väst till öst gående dal, som i sin övre del kallas Lessachtal, i sin nedre Gailtal, och utmynnar nedanför Villach. Floden är 122 km lång. Den mellan dalen och Dravadalen i söder liggande alpkedjan heter Gailtalalperna.